# Liste der Biografien/Mow
Liste der Biografien |
Portal Biografien |
Personensuche
# |
A |
B |
C |
D |
E |
F |
G |
H |
I |
J |
K |
L |
M |
N |
O |
P |
Q |
R |
S |
T |
U |
V |
W |
X |
Y |
Z |
?
 
Ma |
Mb |
Mc |
Md |
Me |
Mf |
Mg |
Mh |
Mi |
Mj |
Mk |
Ml |
Mm |
Mn |
Mo |
Mp |
Mq |
Mr |
Ms |
Mt |
Mu |
Mv |
Mw |
Mx |
My |
Mz
 
Moa |
Mob |
Moc |
Mod |
Moe |
Mof |
Mog |
Moh |
Moi |
Moj |
Mok |
Mol |
Mom |
Mon |
Moo |
Mop |
Moq |
Mor |
Mos |
Mot |
Mou |
Mov |
Mow |
Mox |
Moy |
Moz
Die Liste der Biografien führt alle Personen auf, die in der deutschsprachigen Wikipedia einen Artikel haben. Dieses ist eine Teilliste mit 57 Einträgen von Personen, deren Namen mit den Buchstaben „Mow“ beginnt.

## Mow

### Mowa
- Mowalad, Saeed al- (* 1991), saudi-arabischer Fußballspieler
- Mowat, Donald (* 1963), kanadisch-britischer Maskenbildner
- Mowat, Douglas A., Szenenbildner
- Mowat, Farley (1921–2014), kanadischer Schriftsteller
- Mowat, John (* 1908), schottischer Fußballschiedsrichter
- Mowat, Oliver (1820–1903), kanadischer Politiker
- Mowat, Robert de, schottischer Adliger
- Mowat, William († 1327), schottischer Ritter und Verschwörer
- Mowatt, Alex (* 1995), englischer Fußballspieler
- Mowatt, Anna Cora (1819–1870), US-amerikanische Autorin, Dramatikerin und Schauspielerin
- Mowatt, Judy (* 1952), jamaikanische Sängerin
- Mowatt, Kemar (* 1995), jamaikanischer Leichtathlet

### Mowb
- Mowbray, Alan (1896–1969), britischer Schauspieler
- Mowbray, Albert Gray (1916–2002), US-amerikanischer Astronom
- Mowbray, Albert Henry (1881–1949), US-amerikanischer Wirtschaftswissenschaftler
- Mowbray, Alison (* 1971), britische Ruderin
- Mowbray, Anne, 8. Countess of Norfolk (1472–1481), englische Adlige, 8. Countess of Norfolk, später Duchess of York and NorfolkAnne Mowbray, 8. Countess of Norfolk (1472–1481)

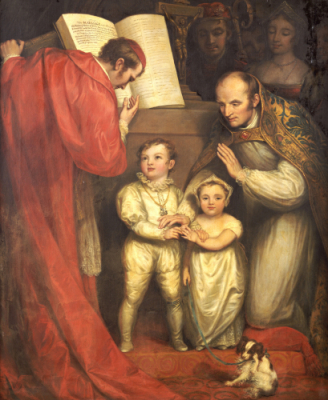
Anne Mowbray, 8. Countess of Norfolk (1472–1481)

- Mowbray, Henry (1882–1960), australischer Schauspieler
- Mowbray, Henry Siddons (1858–1928), US-amerikanischer Maler
- Mowbray, Isabel de († 1452), englische Adlige
- Mowbray, John, 2. Baron Mowbray (1286–1322), englischer Adliger
- Mowbray, John, 2. Duke of Norfolk (1392–1432), englischer Adliger
- Mowbray, John, 3. Baron Mowbray (1310–1361), englischer Peer
- Mowbray, John, 3. Duke of Norfolk (1415–1461), englischer Adliger
- Mowbray, John, 4. Baron Mowbray (1340–1368), englischer Adliger
- Mowbray, John, 4. Duke of Norfolk (1444–1476), englischer Adliger
- Mowbray, Thomas, 1. Duke of Norfolk (1366–1399), englischer Magnat, Diplomat und Militär
- Mowbray, Thomas, 2. Earl of Nottingham (1385–1405), englischer Magnat und Rebell
- Mowbray, Tony (* 1963), englischer Fußballspieler und -trainerTony Mowbray (* 1963)

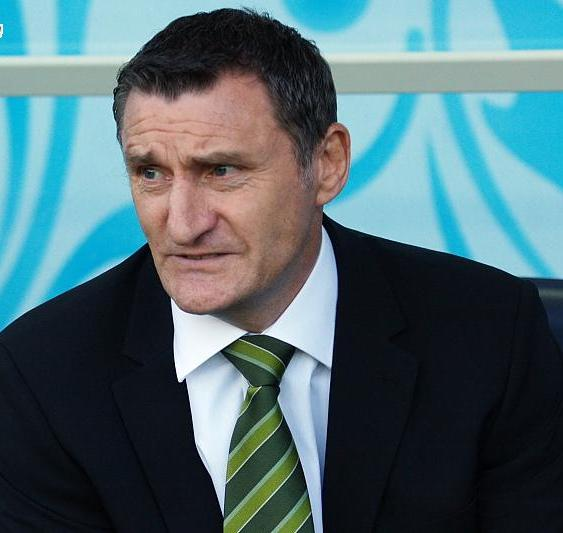
Tony Mowbray (* 1963)

- Mowbray, William de (* 1173), englischer Adliger und Rebell
- Mowbray-Clarke, Mary Horgan (1874–1962), US-amerikanische Kunstkritikerin, Schriftstellerin, Verlegerin, Landschaftsarchitektin und Inhaberin eines Literarischen Salons

### Mowe
- Mowe, Daniil Jurjewitsch (* 1985), russischer Automobilrennfahrer
- Mower, Mike (* 1958), britischer Jazzmusiker (Saxophon, Flöte, Komposition)
- Mower, Morton (1933–2022), US-amerikanischer Mediziner
- Mower, Patrick (* 1940), britischer Schauspieler
- Mowers, Johnny (1916–1995), kanadischer Eishockeytorwart
- Mowers, Mark (* 1974), US-amerikanischer Eishockeyspieler

### Mowi
- Mowinckel, Johan Ludwig (1870–1943), norwegischer Reeder und Politiker (Venstre-Partei), Mitglied des Storting
- Mowinckel, Johann Ludwig junior (1895–1940), norwegischer Komponist, Dirigent und Musikschriftsteller
- Mowinckel, Ragnhild (* 1992), norwegische Skirennläuferin
- Mowinckel, Sigmund (1884–1965), norwegischer Alttestamentler
- Möwius, Klaus (1932–2023), deutscher Kampfsportler

### Mowl
- Mowlam, Mo (1949–2005), britische Politikerin (Labour), Mitglied des House of Commons
- Mowlem, Johnny (* 1969), britischer Autorennfahrer
- Mowlik, Piotr (* 1951), polnischer Fußballspieler

### Mowr
- Mowrer, Ernest Russell (1895–1983), US-amerikanischer Soziologe
- Mowrer, Orval Hobart (1907–1982), US-amerikanischer Psychologe
- Mowry, Daniel (1729–1806), US-amerikanischer Politiker
- Mowry, Tahj (* 1986), US-amerikanischer Schauspieler
- Mowry, Tia (* 1978), US-amerikanische SchauspielerinTia Mowry (* 1978)

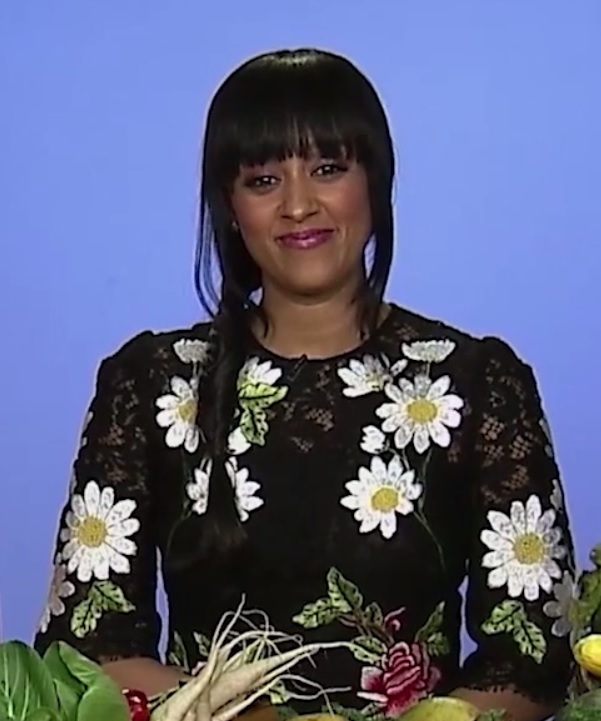
Tia Mowry (* 1978)

### Mows
- Mowse, William († 1588), englischer Jurist und Hochschullehrer
- Mowses Kaghankatvatsi, armenischer Geschichtsschreiber
- Mowsesjan, Wladimir (1933–2014), sowjetischer bzw. armenischer Politiker
- Mowsisjan, Anna (* 1988), armenische Tennisspielerin
- Mowsisjan, Jura (* 1987), armenischer Fußballspieler

### Mowt
- Mowtschan, Olena (* 1976), ukrainische Trampolinturnerin
- Mowtschan, Waleri (* 1959), sowjetischer Radrennfahrer, Olympiasieger im Radsport